# リッパー・コリンズ (プロレスラー)
リッパー・コリンズ（"Ravishing" Ripper Collins、本名：Roy Lee Albern、1933年10月8日 - 1991年11月12日）は、アメリカ合衆国のプロレスラー。オクラホマ州マスコギー出身。
ハワイや太平洋岸を主戦場に、ヒールの金髪ラフファイターとして活躍した。女子プロレスラーのバーバラ・ベーカーと結婚し二児をもうけていたが、キャリア途中よりゲイのギミックを取り入れ、実生活でも同性愛者であったという。

## 来歴
アメリカンフットボールからプロレスに転向して、1950年代末にデビュー（確認されている最古の試合データは1959年）。"プリティ・ボーイ" ロイ・コリンズ（"Pretty Boy" Roy Collins）などのリングネームでテキサスやミネソタなど各地を転戦後、1964年にカナダのバンクーバー地区でリッパー・コリンズ（Ripper Collins）と改名。1965年1月には日本プロレスに初来日している。同年12月には韓国にも遠征しており、12月17日にソウルにてキム・イルの極東ヘビー級王座に挑戦した。
1965年4月よりハワイに登場。1966年1月19日にはロン・リードからNWAハワイ・ヘビー級王座を奪取、以降もハワイを主戦場に、1971年1月にかけてミッシング・リンクやサム・スティムボートを破り同王座を通算7回獲得した。また、カーティス・イヤウケア、バディ・オースチン、ムーンドッグ・メインなどをパートナーに、ピーター・メイビア、ニック・ボックウィンクル、ビル・ロビンソンらが率いたチームを下してNWAハワイ・タッグ王座も再三獲得している。1970年7月15日にはホノルルにて、ドリー・ファンク・ジュニアが保持していたNWA世界ヘビー級王座にも挑戦した。
その後、1972年はカリフォルニア地区で活動。ロサンゼルスではブルーノ・サンマルチノが優勝した1月14日のアニュアル・バトルロイヤルに出場（他の参加選手は、ミル・マスカラス、ジョン・トロス、ダッチ・サベージ、ヘイスタック・カルホーン、ドリー・ディクソン、アール・メイナード、キンジ渋谷、マサ斎藤など）。サンフランシスコではハワイ時代から因縁の続くメイビアをはじめ、レイ・スティーブンス、パット・パターソン、ロッキー・ジョンソンらと抗争。翌1973年5月には全日本プロレスに来日、アブドーラ・ザ・ブッチャーやロジャー・カービーと組んでジャイアント馬場とタッグマッチで対戦した。
日本遠征後の1973年下期からは太平洋岸北西部のオレゴンおよびワシントン州を主戦場として、同年8月11日にブル・ラモスとのコンビでホセ・ロザリオ&アル・マドリルからNWAパシフィック・ノースウエスト・タッグ王座を奪取。翌1974年はジミー・スヌーカを相手に同ヘビー級王座を争った。ハワイへの参戦も続け、1973年11月28日にはジョニー・バレンタインと組んでメイビア&スティムボートの人気コンビからNWAハワイ・タッグ王座を奪取している。
その後は中西部地区を経て、1976年よりカルガリーのスタンピード・レスリングに進出。ラリー・シャープをパートナーに、ボディシャス・ブロンズ（The Bodacious Blondes）なる金髪タッグチームを結成、エディ&ジェリー・モローの兄弟チームとインターナショナル・タッグ王座を巡る抗争を展開した。1977年1月には揃って国際プロレスに参戦。外国人サイドのエース格としてリップ・タイラーとエディ・サリバンのコンビが同時来日していたため、IWA世界タッグ王座への挑戦は見送られたが、1月18日の愛知県碧南市大会ではラッシャー木村との金網デスマッチが行われた。なお、スタンピード・レスリングではヒールのマネージャーも兼任しており、1976年下期に2度目の海外遠征でカルガリーに来ていたヒゴ・ハマグチことアニマル浜口のマネージャーを担当したこともある。
カルガリーを離れてからは、ハワイでも組んでいたルーク・グラハムをパートナーに、五大湖エリアからアメリカ南部まで各地を転戦。ザ・シークの主宰していたデトロイト地区では、1977年にアル・コステロ&トニー・チャールズからデトロイト版のNWA世界タッグ王座を奪取。テネシーのミッドアメリカ地区では同年5月2日、メンフィスにてダニー・リトルベア&チーフ・サンダークラウドを破り、NWAテネシー・タッグ王座を獲得している。
グラハムとのコンビ解散後、1979年にニュージーランドに遠征。5月18日にオークランドにてリック・マーテルからNWA英連邦ヘビー級王座を奪取したが、3カ月後の8月20日、因縁のピーター・メイビアに敗れ王座を明け渡した。
以降、1980年代はホームタウンのハワイに定着して、ビリー・ホワイト・ウルフらと抗争する一方、弁才を活かして試合中継のカラー・コメンテーターを担当。引退後も、ピーター・メイビア未亡人のリア・メイビアが主宰したポリネシアン・パシフィック・レスリングにてテレビ番組の司会を務めた。
ハワイでは現地の話し方を揶揄したマイクパフォーマンスで観客を煽るなど、「もっとも憎まれたレスラー」の一人とされるほどの悪役ぶりを見せたが、本人はハワイを愛し、晩年までマウイ島に居住していた。1991年11月12日、ハワイのビーチでの過剰な日光浴が原因の悪性黒色腫により死去。58歳没。

## 得意技
- ショルダー・ブロック[1]

## 獲得タイトル
NWAミッドパシフィック・プロモーションズ / ポリネシアン・パシフィック・レスリング
- NWAハワイ・ヘビー級王座：7回[10]
- NWAハワイ・タッグ王座：13回（w / カーティス・イヤウケア×4、ジョニー・バレンド×3、バディ・オースチン、ルーク・グラハム、ムーンドッグ・メイン×2、エド・フランシス、ジョニー・バレンタイン、ホイッパー・ビリー・ワトソン・ジュニア）[11]
- ポリネシアン・パシフィック・タッグ王座：2回（w / スーパー・サモアン・サカリア、ビッグ・バッド・マイク）[3]

ワールド・チャンピオンシップ・レスリング
- IWA世界ヘビー級王座：1回（ジム・バーネットが興したオーストラリアの団体のタイトル。1967年10月にマーク・ルーインを破り獲得）[24]

パシフィック・ノースウエスト・レスリング
- NWAパシフィック・ノースウエスト・ヘビー級王座：3回[16]
- NWAパシフィック・ノースウエスト・タッグ王座：1回（w / ブル・ラモス）[15]

NWAハリウッド・レスリング
- NWAパシフィック・コースト・ヘビー級王座（ロサンゼルス版）：1回[25]
- NWAアメリカス・タッグ王座：1回（w / ゴードン・ネルソン）[26]

スタンピード・レスリング
- インターナショナル・タッグ王座：3回（w / ボビー・バス、ドン・ガニア、ラリー・シャープ）[17]

NWAデトロイト
- NWA世界タッグ王座（デトロイト版）：1回（w / ルーク・グラハム）[20]

NWAミッドアメリカ
- NWAテネシー・タッグ王座：1回（w / ルーク・グラハム）[21]

ガルフ・コースト・チャンピオンシップ・レスリング
- NWAアラバマ・タッグ王座：1回（w / ルーク・グラハム）[27]

オールスター・プロレスリング（ニュージーランド）
- NWA英連邦ヘビー級王座：1回[22]
- NWAオーストラレージアン・タッグ王座：1回（w / ラリー・オーディ）[28]